# Quốc ca Cộng hòa Dân chủ Afghanistan
Garam shah lā garam shah (tạm dịch tiếng Việt: "Hãy hăng hái, hãy hăng hái hơn") là quốc ca của Afghanistan trong khoảng thời gian từ 1978 đến 1992.
Bài hát này là tác phẩm của Jalīl Ghahlānd và được sắp xếp bởi Ustad Salim Sarmad và lời bài hát là của nhà thơ Sulaiman Layeq thay mặt chính phủ của Đảng Dân chủ Nhân dân Afghanistan (PDPA) do Nur Muhammad Taraki đứng đầu, người quyết định thay đổi các quốc huy sau Cách mạng Saur năm 1978.
Giống như nhiều bài quốc ca, đôi khi nó được viết tắt: chỉ phần điệp khúc và khổ thơ đầu tiên.

## Lời bài hát
| Tiếng Pashtun | Chuyển tự tiếng Pashtun |  | Dịch sang tiếng Việt |
| --- | --- |  | --- |
| تا ا ی مقدس لامارا ای دا آزادی لامارا ای دا نکمارغی لامارا موژ پاتوفانونوکای پری کرا دا بار لارا هم دا تورو شپو لارا هم ده رانای لارا سرا ده سرباز لارا پاکا ده رور لارا | :Garam shah lā garam shah :Ta e muquadas lamara :E da-āzādī lamara :E da-nekmarghī lamara. :1. :Muzh patūfānunokē :Prī kra da-barī lāra :Ham da-toro shpo lāra :Ham da-ranāī lāra :Sra da-sarbāzī lāra :Paka da-rorī lāra. :2. :Dā inqilābī vatan :Os da-kārgarāno de :Dagha da-zmaro mīrās :Os da-bāzgarāno de :Ter-so da-sitam daur :Vār da-mazdūrāno de. :3. :Muzh pa-nārīvālo-ke :Sola au urūrī ğvārū :Muzhan ziyār istunko-ta :Parākha āzādī ğvārū :Muzh varta dode ğvārū :Kor ğvārū kālī ğvārū. |  | Điệp khúc： Hãy hăng hái, hãy hăng hái hơn Người, Mặt Trời thiêng liêng Ôi, mặt trời tượng trưng cho tự do. Ôi, mặt trời tượng trưng cho may mắn. 1. Chúng ta đã trải qua bão bùng Đi đến cuối con đường Băng qua quãng đường đen tối Đi đến con đường ánh sáng Con đường đỏ đến chiến thắng Con đường thuần khiết đến tình bạn (Hợp xướng) 2. Quê hương cách mạng của chúng ta Làm chủ trong tay công nhân Từng là sư tử thừa kế Làm chủ trong tay nông dân Thời đại của chế độ độc tài không còn Sự xuất hiện của thời đại nhân dân (Hợp xướng) 3. Chúng ta muốn hòa bình và tình huynh đệ Giữa các dân tộc trên thế giới. Chúng ta đòi hỏi tự do hơn Dành cho tất cả những ai lao động. Chúng ta muốn bánh mì cho họ, Chúng ta muốn nhà cửa và quần áo. |